# Горылев, Михаил Дмитриевич
Михаил Дмитриевич Горылев (1900—1962) — советский военный деятель, генерал-майор (31 мая 1954 года).

## Биография

### Образование
Окончил Тамбовские пехотные курсы (1920), Могилевские повторные пехотные курсы при штабе 16-й армии (1921), Иркутские пехотные курсы (1925), факультет заочного обучения Военной академии имени М. В. Фрунзе (1936), ВАК при Высшей военной академии (1948).

### Межвоенные годы
В РККА с 1919 г., участвовал в Гражданской войне в боях под городами Тамбов, Козлов, Липецк и Воронеж.
В 1920 г. принимал участие назначен в советско-польской войне в составе в 149-го стрелкового полка.
После войны командир взвода 39-й отдельной Арзамасской роты.
С лета 1922 г. — командир роты 47-го пограничного отряда.
В 1923 г. — начальник Балаганской конвойной команды.
С июля 1925 г. комвзвода и комроты 105-го Ленинградского стрелкового полка Сибирского военного округа.
В проходил службу в 287-м стрелковом полку командиром батальона и начальником штаба полка.
В июле 1938 г. был арестован органами НКВД.
В декабре 1939 г. освобожден, назначен на должность командира батальона Славутского пехотного училища.

### В годы Великой Отечественной войны
В 1942 г. назначен начальником филиала курсов «Выстрел» в г. Уфа, с августа 1942 г. командовал 15-м учебным полком автоматчиков 4-й учебной бригады.
В мае 1943 г. — заместитель командира 122-й отдельной стрелковой бригады, входившей в состав 68-й армии резерва Ставки ВГК.
С 7 июня 1943 г. переведен на должность командира 617-го стрелкового полка.
Со 2 августа 1943 г. на Западном фронте участвовал в Смоленской наступательной операции. Командовал 492-м стрелковым полком, участвовал в боях в Восточной Белоруссии.
Был ранен, с 31 декабря по 17 января 1943 г. находился в госпитале, затем командовал 492-м стрелковым полком.
В начале февраля 1944 г. назначен начальником штаба 95-й стрелковой дивизии.
В 1944 командовал 36-й отдельной стрелковой бригадой, был заместителем командира 184-й стрелковой дивизии 3-го Белорусского фронта, а с 10 июня переведен на ту же должность в 159-ю стрелковую дивизию.
Участвовал в Минской и Вильнюсской операциях.
После ранения под г. Вильно с 25 июля по 29 ноября находился в госпитале, затем назначен начальником штаба 144-й стрелковой дивизии.
С 22 января 1945 г. участвовал в Восточно-Прусской, Инстербургско-Кенигсбергской операциях.
Участвовал в советско-японской войне, в составе Приморской группе войск Дальневосточного фронта (с 5 августа — 1-й Дальневосточный).

### После войны
С 7 февраля 1946 исполнял должность начальника штаба 45-го стрелкового Неманского корпуса Приморского военного округа.
С апреля 1948 г. являлся заместителем начальника, а с июля 1949 — начальником Управления боевой и физической подготовки Беломорского военного округа. С июля 1954 переведен на должность 1-го заместителя начальника Управления боевой подготовки округа.
В ноябре 1959 г. в запасе, работал в штате треста «Гастроном» г. Петрозаводска.

## Воинские звания
- Полковник (1944);
- Генерал-майор (1954).

## Награды
- Орден Ленина
- Шесть ордена Красного Знамени (30.01.1944; 24.09.1944; 03.11.1944; 06.02.1945; 19.09.1945);
- Медаль «За победу над Германией в Великой Отечественной войне 1941—1945 гг.» (1945)
- Медаль Медаль «За взятие Кенигсберга» (1945)